# Vasikkosaari (ö i Mellersta Finland)
Vasikkosaari är en ö i Finland. Den ligger i sjön Suolivesi och i kommunen Petäjävesi i den ekonomiska regionen  Jyväskylä  och landskapet Mellersta Finland, i den södra delen av landet, 230 km norr om huvudstaden Helsingfors. Öns area är 9,5 hektar och dess största längd är 0,5 kilometer i nord-sydlig riktning.